# Claës Gråsten
Claës Gråsten, född 6 april 1702 i Linköping, död 4 mars 1750 i Vadstena, var en svensk präst och skolmästare i Vadstena krigsmanshusförsamling.

## Biografi
Gråsten föddes 6 april 1702 i Linköping. Han var son till handlanden Johan Andersson Gråsten och Anna Ulricsdotter. Gråsten började sina studier i Linköping och blev hösten 1721 student vid Uppsala universitet. 1729 blev han skolmästare i Vadstena krigsmanshusförsamling och prästvigdes 15 december 1735. Han blev 1737 krigsmanshuspastor i Vadstena krigsmanshusförsamling. Gråsten avled 4 mars 1750 i Vadstena stad och begravdes 9 mars samma år i Vadstena klosterkyrka.

### Familj
Gråsten var gift med Helena Regnér (1710-1782). Hon var dotter till kyrkoherden Johannes Regnerus och  Maria Talén i Mjölby socken.